# Carl H. Eigenmann
Carl H. Eigenmann (Oberderdingen, 9 de março de 1863 – San Diego, 24 de abril de 1927) foi um ictiologista dos Estados Unidos da América, nascido na Alemanha.
Com 14 anos mudou-se para os Estados Unidos, para Rockport, em Indiana. E, em alguns anos, entrou para a Universidade de Indiana, onde estudou com David Starr Jordan.
Junto com sua esposa Rosa Smith Eigenmann, descreveu novas espécies de peixes da América do Norte e da América do Sul.